# Austrian Convention Bureau
Das Austrian Convention Bureau (ACB) ist die Interessens- und Lobby-Organisation der österreichischen Kongress- und Tagungswirtschaft. Es vertritt als Dachverband und Berufsverband die wichtigsten Beteiligten des Kongress- und Tagungswesens in Österreich.

## Geschichte
Im Jahr 1992 beschloss der Österreichische Kongressverband ÖKV das Austrian Convention Bureau (ACB) zu gründen, um die Entwicklung der österreichischen Tagungsindustrie besser unterstützen zu können. Das ACB ist die Nachfolgeorganisation des Österreichischen Kongressverbandes ÖKV, wobei die Vereinspflichten in die neue Organisation übernommen wurden. Die Statuten des ACBs wurden auf Basis des ÖKV formuliert und an die neuen Herausforderungen angepasst. Die Mitglieder des ÖKV wurden in die neue Organisation übernommen. Im Jahr 1993 wurde die Organisation umbenannt – der Verein nennt sich seither Österreichischer Kongressverband Austrian Convention Bureau.

## Organisationsstruktur

### Finanzierung
Das ACB finanziert sich durch jährliche Mitgliedsbeiträge und Zuschüsse von der Österreich Werbung.

### Mitgliederkategorien
- Kongress- und Konferenzhotels
- Kongress-, Messe- und Veranstaltungszentren
- Professional Congress Organizer (PCO) und Destination Management Companies (DMC)
- Convention Bureaus und Tourismusorganisationen (Regionen, Orte, Städte)
- Kongressdienstleister

Die fünf Mitgliederkategorien tauschen sich laufend innerhalb von Kategoriemeetings zu aktuellen Themen, die speziell die Kategorie betreffen, aus.

## Aufgaben und Tätigkeit
Das Austrian Convention Bureau vertritt die österreichische Kongress- und Tagungswirtschaft im In- und Ausland, nimmt kongressrelevante Themen gegenüber Behörden wahr und sorgt für brancheninterne Kommunikation, Aus- und Weiterbildung sowie Grundlagenforschung innerhalb der Kongressbranche.
Mit dem austrian convention business Magazin gibt es eine Fachzeitschrift für die österreichische Tagungsindustrie. Es richtet sich an Vertreter der Kongressbranche sowie Entscheidungsträger in medizinischen und wissenschaftlichen Gesellschaften, Universitäten, Interessengemeinschaften und sonstige Veranstalter in Österreich, Deutschland und der Schweiz. 